# وهکر (یمن)
 وهکر  (وَهکَر)، نام روستایی است در عزلهٔ (البدونبة)، در ناحیهٔ (مخلاف وهکر)، از توابع استان مَحویت در کشور یمن در شبه جزیره عربستان است. 
جمعیت آن ۷۱ نفر (۵ خانوار) می‌باشد.